# Ceca 2005 (turneja)
Turneja Ceca 2005 je bila druga evropska koncertna turneja srbske folk-pop turbofolk pevke Svetlane Ražnatović- Cece. Turneja se je začela 13. januarja leta 2005, s koncertom v Čačku, končala pa se je 3. decembra istega leta s koncertom na Dunaju. Ceca je v okviru turneje prvič obiskala Slovenijo. 
Najbolj množičen koncert se je zgodil na mestnem stadionu v Skopju, kjer se je zbralo med 30 in 35 tisoč ljudi.   
Ceca je na turneji promovirala album z naslovom Gore od ljubavi, ki je bil objavljen 25. maja leta 2004. 
Pevka je v okviru turneje obiskala šest evropskih držav, v katerih je imela enajst koncertov.

## Seznam koncertov
| Datum             | Mesto     | Država     | Lokacija koncerta       | Štev. obiskovalcev |
| ----------------- | --------- | ---------- | ----------------------- | ------------------ |
| 13. januar 2005   | Čačak     | Srbija     | Mestni trg              | 15.000             |
| 5. februar 2005   | Zürich    | Švica      | Club Grodoonia          | N/A                |
| 26. februar 2005  | Pforzheim | Nemčija    | Flash Club              | N/A                |
| 5. marec 2005     | Dunaj     | Avstrija   | Club Nachtwerk          | N/A                |
| 11. marec 2005    | Bochum    | Nemčija    | Club Taxim              | N/A                |
| 7. maj 2005       | München   | Nemčija    | Musik palast            | N/A                |
| 20. maj 2005      | Ljubljana | Slovenija  | Hala Tivoli‎             | 6.500              |
| 4. junij 2005     | Skopje    | Makedonija | Stadion Philip II Arena | 30 - 35.000        |
| 8. oktober 2005   | Zürich    | Švica      | Club Grodoonia          | N/A                |
| 26. november 2005 | Celje     | Slovenija  | Dvorana Zlatorog        | 5.000+             |
| 3. december 2005  | Dunaj     | Avstrija   | Nachtwerk               | N/A                |

## Dogodki na turneji
- Ceca je v okviru turneje prvič zapela v Sloveniji, in sicer na dveh razprodanih koncertih - v ljubljanski hali Tivoli in celjski dvorani Zlatorog. [8]
- Ceca je zaradi velikega zanimanja občinstva dvakrat nastopila na Dunaju in v Zürichu.

## Kontroverznost
Nekatere koncerte v okviru turneje Ceca 2005 so spremljali različni negativni odzivi nasprotnikov Cecine osebnosti oziroma njene glasbe.
- Koncert v Zürichu (5.2.2005)

Švicarski socialdemokrati so Cecin koncert v Zürichu označili za "škandal", poslanka stranke Evi Allemann pa je zahtevala celo pojasnilo šefice švicarske diplomacije Micheline Calmy-Rey. 
- Koncert na Dunaju (5.3.2005)

Avstrijski opozicijski socialdemokrati so kritizirali pevkin nastop na Dunaju, predvsem zaradi njene povezanosti z Željkom Ražnatovićem - Arkanom. Koncert je kljub temu minil brez incidentov, zaradi velikega zanimanja občinstva pa je Ceca na Dunaju nastopila dvakrat. 
- Koncert v Ljubljani (20.5.2005)

Sindikat glasbenikov Slovenije je Cecinemu nastopu v Ljubljani ostro nasprotoval. Bili so zgroženi tudi nad pevkinim nastopom v nedeljski večerni oddaji nacionalne televizije Spet doma. Kot so navedli, se jim je zdelo nedopustno, da državna televizija v najelitnejšem terminu in v eni najbolj gledanih oddaj reklamira koncert estradnice, ki pooseblja srbski nacionalizem in najbolj okrutne poboje. 
- Koncert v Skopju (4.6.2005)

Proti Cecinemu koncertu v Skopju so protestirali člani politične stranke VMRO, ker se jim ni zdelo pošteno, da se na državni televiziji MTV promovira koncert srbske pevke, medtem ko so, po njihovih navedbah, makedonski pevci nezaželeni na srbskih televizijah. 

## Odpoved čezoceanskih nastopov
Ceca je zaradi neizdaje vizumov morala odpovedati vse izven evropske nastope.   Načrtovani so bili koncerti v Avstraliji, Kanadi in Združenih državah Amerike, a so veleposlaništva omenjenih držav zavrnile izdajo vizumov pevki zaradi njene domnevne povezave s podzemljem.  Avstralija je pevki šele leta 2010 ukinila prepoved vstopa v državo, enako so leta 2011 storile tudi ZDA.  
Pevka je imela v okviru turneje Ceca 2005 tudi težave z vstopom v Slovenijo. 